# Monument des chars d'assaut
Le monument des chars d'assaut est mémorial national, situé sur le territoire de la commune de Berry-au-Bac dans l'Aisne, qui rend hommage à tous les équipages de chars d'assaut tombés au cours de la Première Guerre mondiale.
Il est situé en bordure de la route départementale 1044 conduisant de Reims à Laon, au lieu-dit la Ferme-du-Choléra d'où partirent, le 16 avril 1917, les premiers chars d’assaut français en direction de Juvincourt.

## Localisation
Le monument des chars d'assaut de Berry-au-Bac est situé au carrefour (ayant la forme d'un rond-point) de l'ancienne route nationale 44 (aujourd'hui départementalisée) et de la route départementale 925, à l'entrée du village.

## Historique
Ce monument, œuvre de l'architecte Villiers et du sculpteur Maxime Real del Sarte, a été érigé par le groupement des anciens combattants de l'artillerie d'assaut et inauguré le 2 juillet 1922 en présence des maréchaux Foch et Pétain, des généraux Mangin et Weygand et du général Estienne, « inventeur des chars ».
En juillet 2014, le monument a été vandalisé. Un bas-relief et le portrait du général Estienne en bronze ont été dérobés, une dalle en marbre à sa mémoire a été attaquée au burin.

## Description
Le monument des chars d'assaut est situé au point de départ de la première  attaque de 132 chars français engagés en masse, le 16 avril 1917, en direction de Juvincourt. Des chars des années 1950 sont exposés à côté du monument. Le monument a la forme d'un mur sur lequel sont inscrits le nom des soldats morts au combat. À l'arrière, une plaque, rappelle le fait d'armes du 16 avril 1917 : ce jour-là, le 151e R.I. du colonel Moisson, après s'être emparé de la position du Choléra, poursuivit son avancée jusqu'au bois des Béliers, avec l'appui des chars du commandant Bossut.
Le monument est la propriété de la commune de Berry-au-Bac.
Quelques mètres avant le monument des chars d'assaut, une stèle horizontale a été érigée à la mémoire du général Estienne. Au centre, figure un médaillon du général, de part et d'autre sont inscrites sur deux plaques de bronze :
- à gauche, une déclaration du général Estienne, du 22 août 1914 :

« La victoire appartiendra à celui qui le premier aura réalisé un engin cuirassé capable de progresser en tout terrain et armé d’un canon. »
- à droite, la déclaration du représentant du commandement militaire allemand au Reichtag, le 8 octobre 1918 :

« Il n’y a plus aucune possibilité de vaincre et le premier facteur ayant déterminé ce résultat d’une façon décisive c’est le char d’assaut. »
Le calvaire de la ferme du Choléra, situé en face du mémorial des chars d'assaut, est implanté à l'endroit où se situait la ferme du Choléra d'où partit la première bataille de chars français.

## Chars en exposition
Deux chars sont exposés à titre permanent aux abords du monument : 
- depuis 2017, la réplique d'un char Schneider de la Première Guerre mondiale ;
- depuis juin 2018, un AMX 30[5], char de combat ayant équipé l'armée française à partir de 1967.

## Galerie de photographies

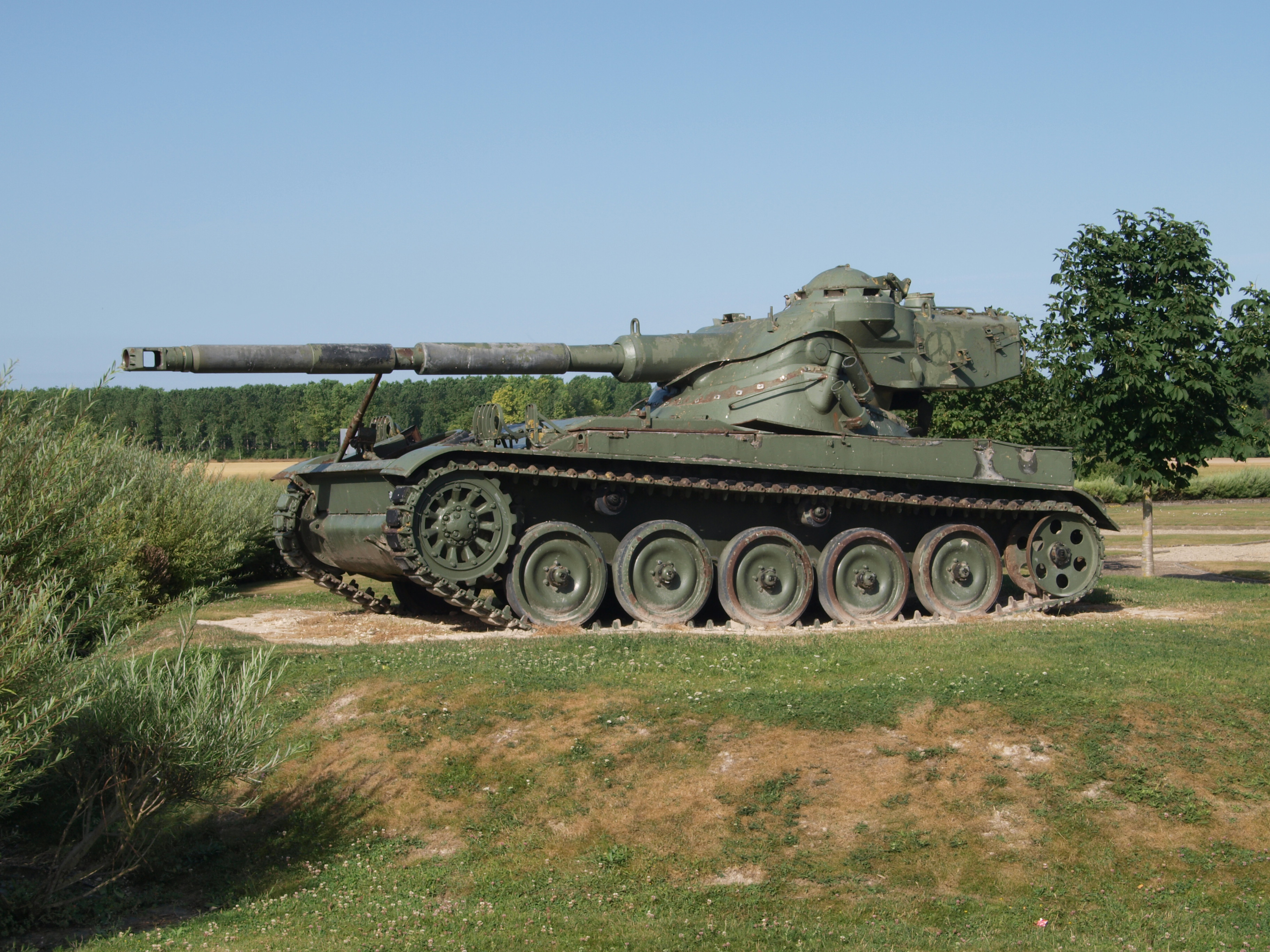
Un AMX-13.
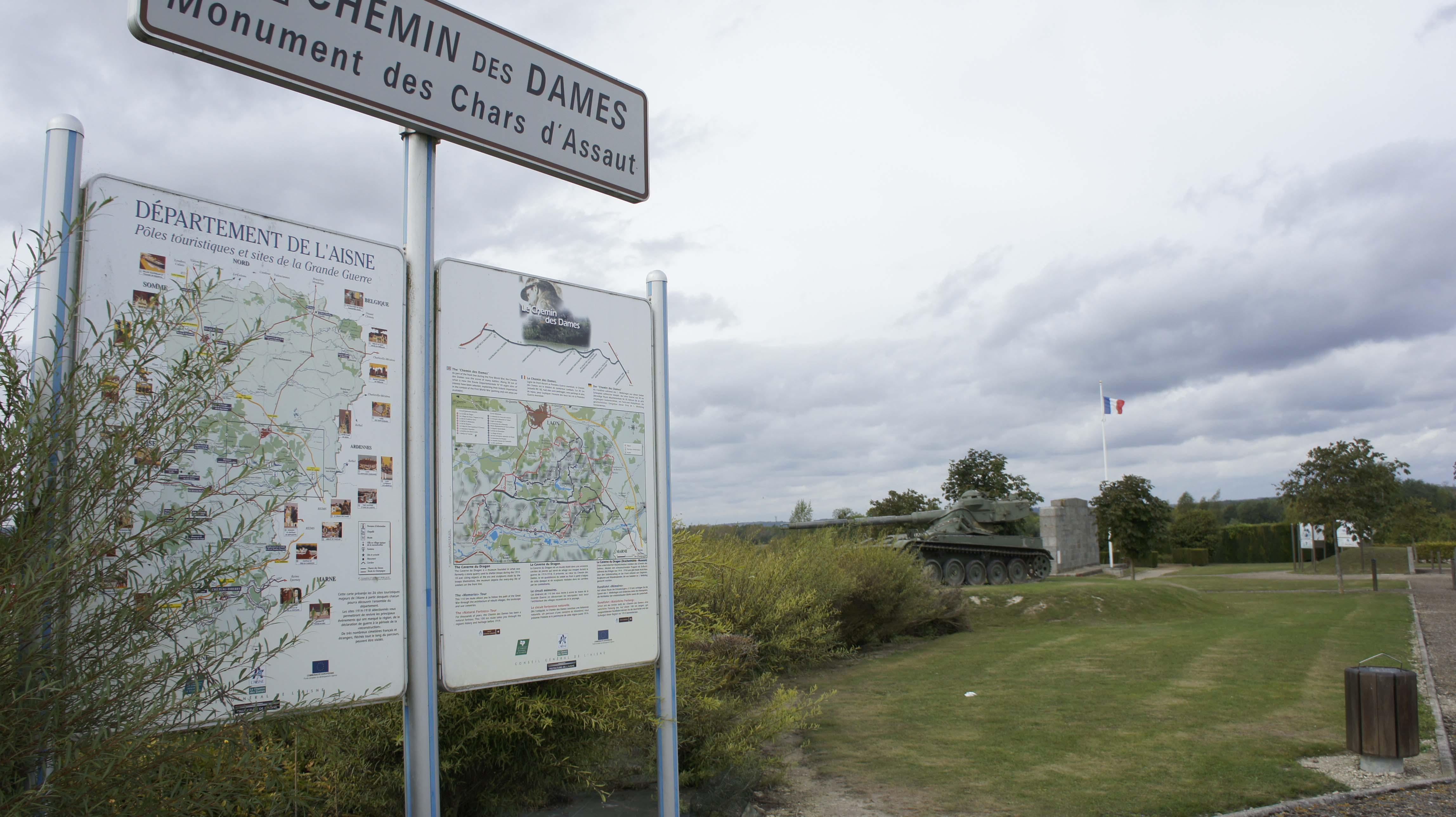
Vue du monument des chars d'assaut.
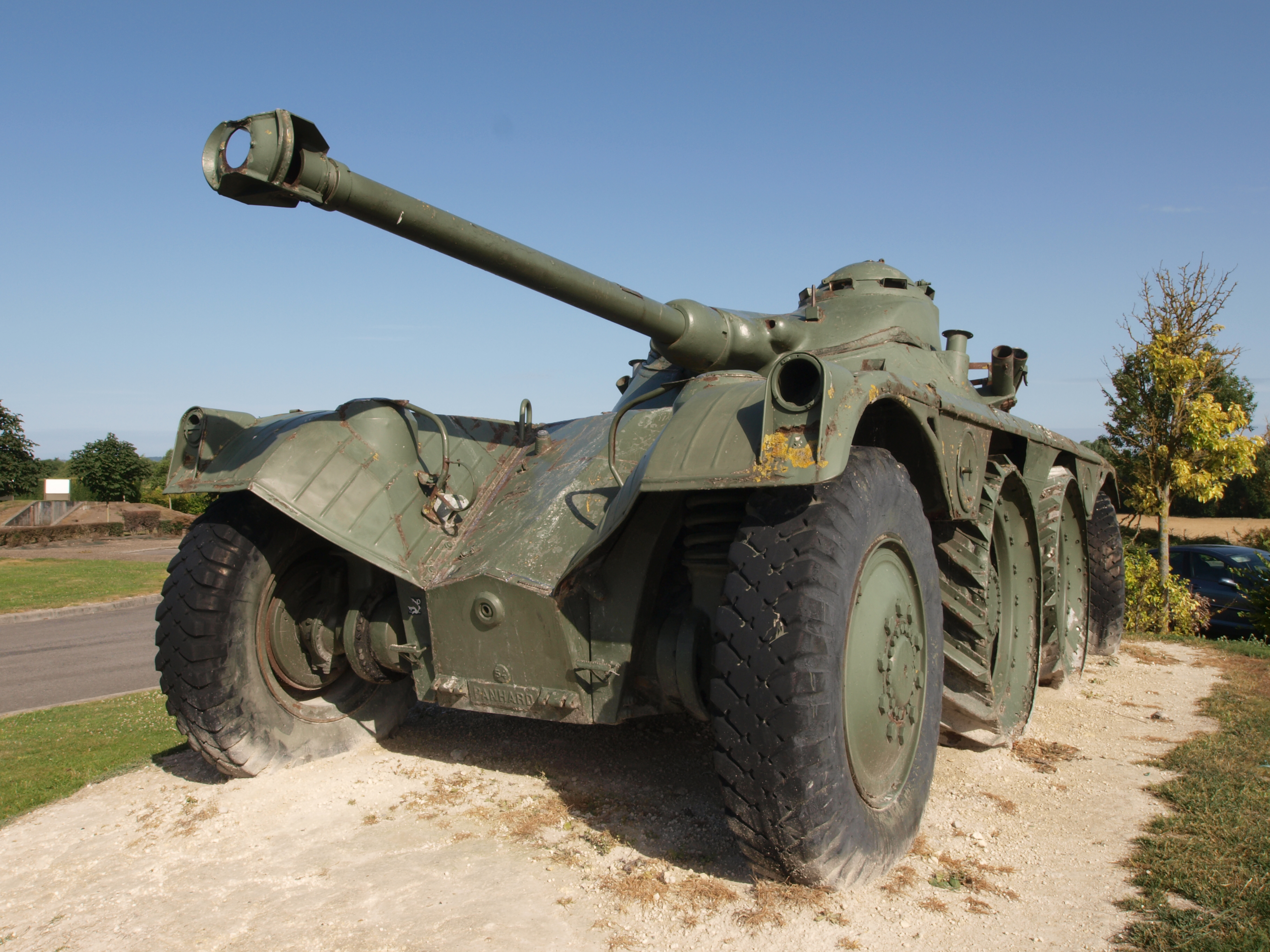
Un Panhard EBR.
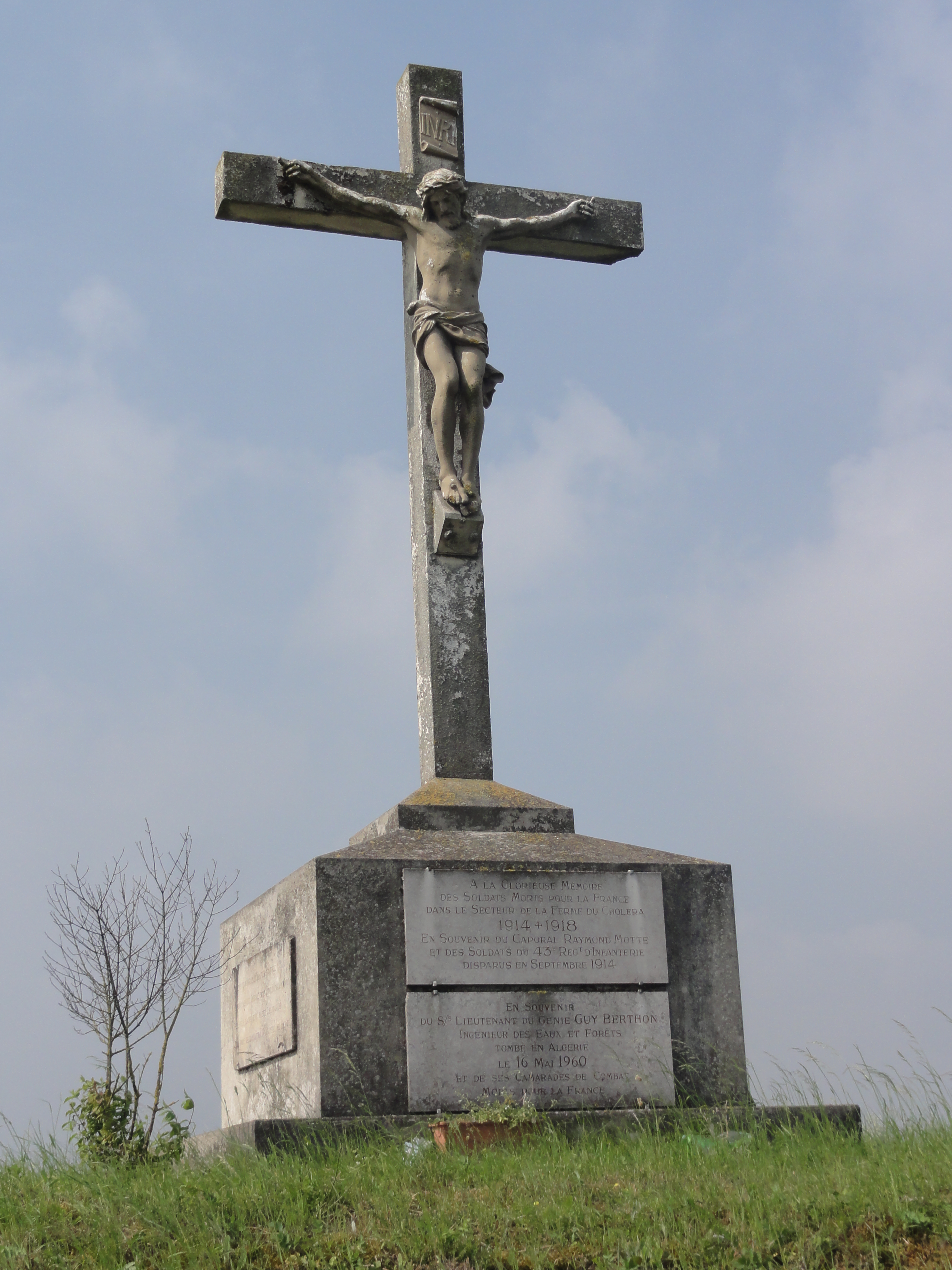
Croix de la Ferme du Choléra.